# Valky (huyện)
Huyện Valky (tiếng Ukraina: Валківський район, chuyển tự: Valkys’kyi raion) là một huyện của tỉnh Kharkiv thuộc Ukraina. Huyện Valky có diện tích 1011 km², dân số theo điều tra dân số ngày 5 tháng 12 năm 2001 là 36531 người với mật độ 36 người/km2. Trung tâm huyện nằm ở Valky.